# Gare de Pierrefitte-Nestalas
Ne doit pas être confondu avec Gare de Pierrefitte - Stains.
La gare de Pierrefitte-Nestalas est une ancienne gare ferroviaire française de la ligne de Lourdes à Pierrefitte-Nestalas, située sur le territoire de la commune de Pierrefitte-Nestalas, dans le département des Hautes-Pyrénées, en région Occitanie.

## Situation ferroviaire
Établie à 462 mètres d'altitude, la gare terminus de Pierrefitte-Nestalas est située au point kilométrique (PK) 197,2 de la ligne de Lourdes à Pierrefitte-Nestalas après la gare d'Argelès-Gazot.

## Histoire

### Gare Midi
La gare de Pierrefitte-Nestalas est mise en service le 26 juin 1871 par la Compagnie des chemins de fer du Midi et du Canal latéral à la Garonne, lorsqu'elle ouvre à l'exploitation sa ligne de Lourdes à Pierrefitte-Nestalas.
Pour rejoindre la Station thermale les voyageurs les moins fortunés doivent prendre une diligence qui monte lentement par un embranchement de la route nationale 21, le trajet de la montée durait deux heures pour effectuer 10 kilomètres. Les plus riches trouvaient des voitures plus confortables. Cette situation incite les autorités à prolonger la ligne. Un projet à voie normale étudié en 1878 par les ingénieurs de l'administration des ponts et chaussées s'avère d'un coût trop élevé. Le choix se reporta sur un chemin de fer d'intérêt local à voie métrique.

### Gare commune Midi et PCL
La gare est modifiée pour l'installation de l'origine des lignes de la Compagnie des chemins de fer électriques de Pierrefitte-Cauterets-Luz (PCL). Le point de départ est aménagé dans la partie droite de la cour avec deux voies en impasse, avec un quai, établi en parallèle au bâtiment de la gare de la Compagnie du Midi. La voie principale s'éloigne par un grand demi-cercle pour prendre la direction du bourg alors que celle du service des marchandises rejoint avec plusieurs embranchements la gare petite vitesse du Midi. Les installations du service des voyageurs sont dans l'aile droite du bâtiment du Midi. À environ cent mètres dans l'ouest un dépôt est aménagé avec une remise pour les voitures. Il comprend également : le bureau du chef de traction, un poste téléphonique, un dortoir pour les wattmans (nom des conducteurs des voitures) et un atelier de réparation avec un appareil de levage.

Plans de 1901 de la gare Midi et PCL
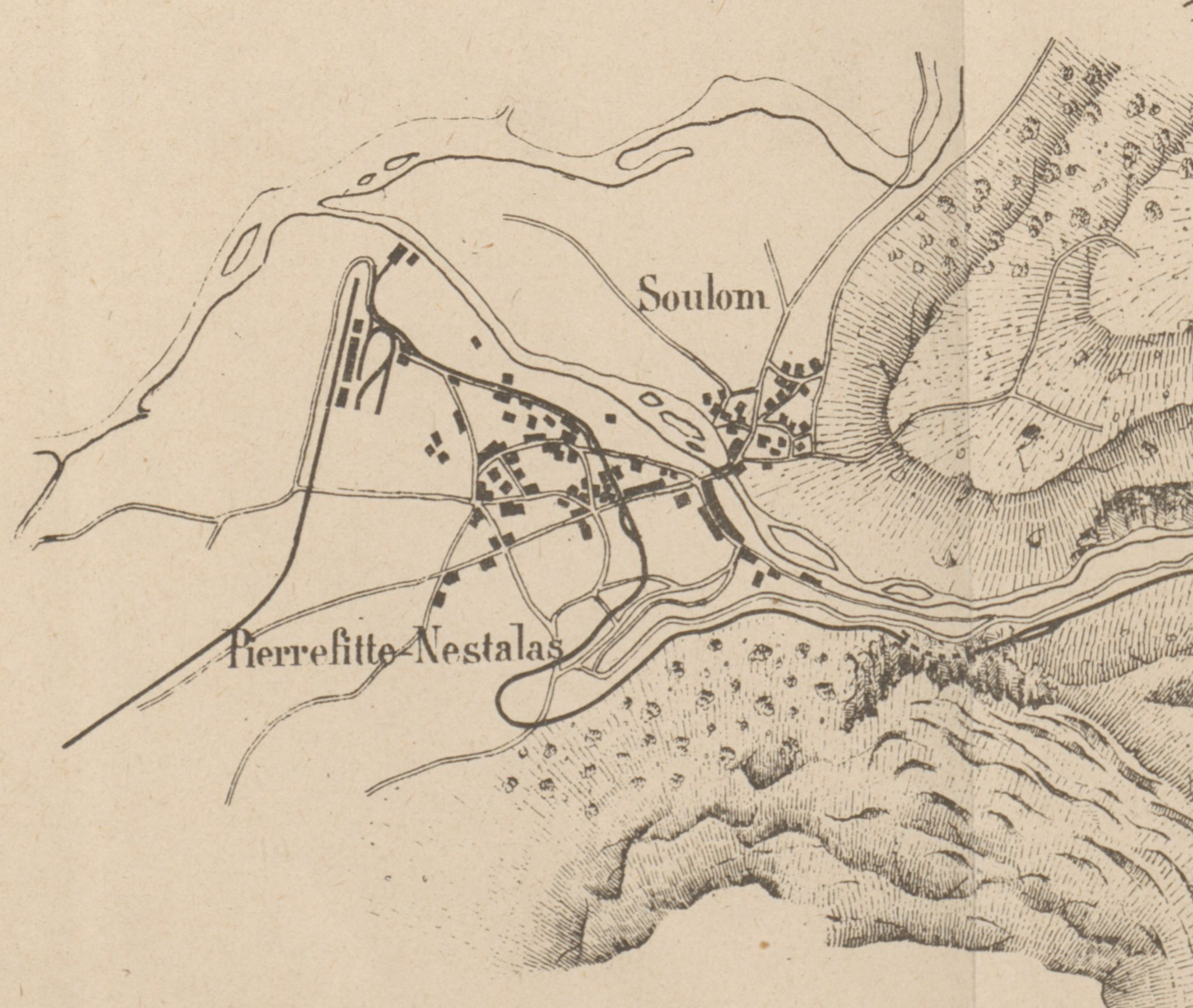
Situation
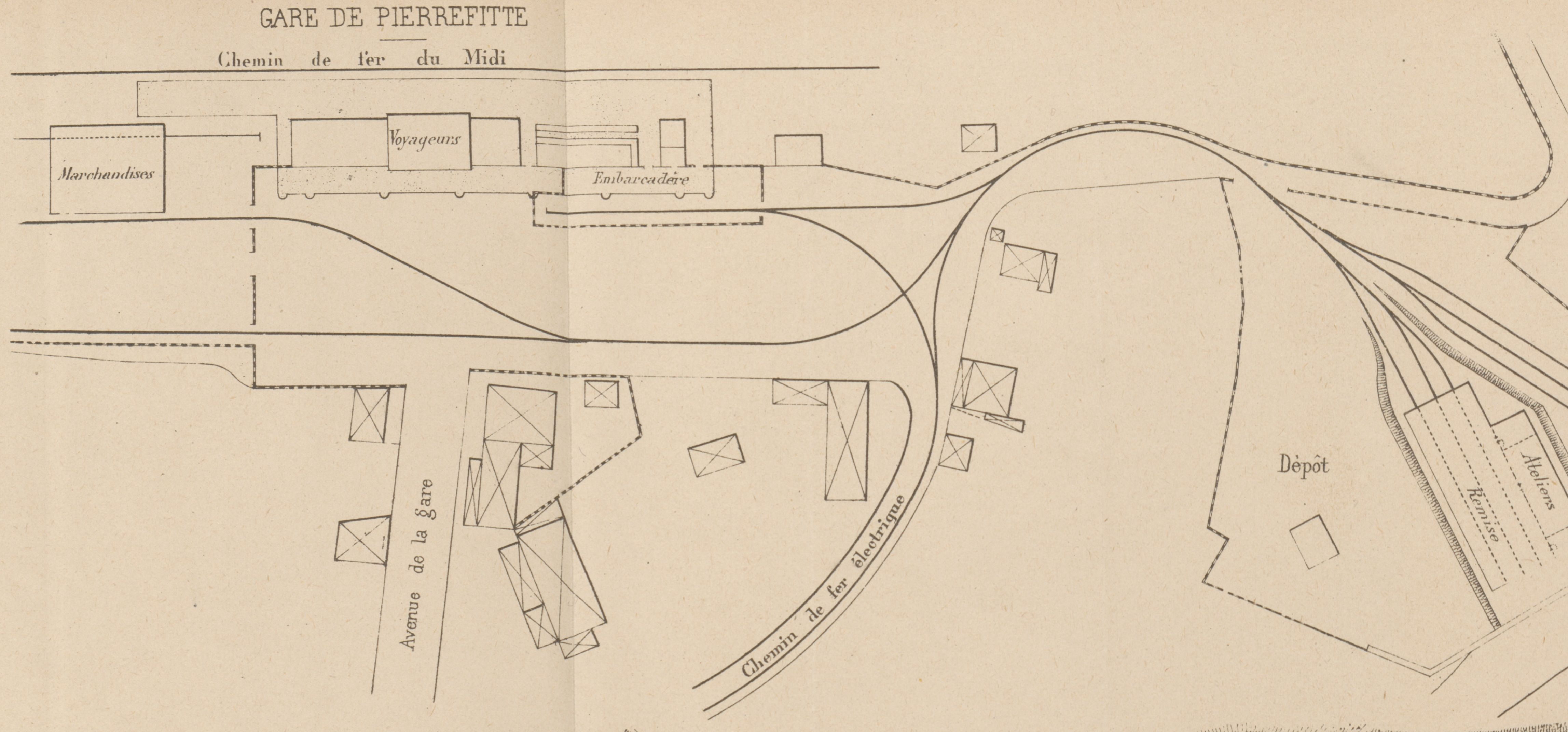
Détail

Elle devient également, le 12 juin 1899, la gare d'origine de la ligne de Pierrefitte à Cauterets, lors de son ouverture à l'exploitation par la Compagnie des chemins de fer à traction électrique de Pierrefitte, Cauterets et Luz.

## Patrimoine ferroviaire

Ancien bâtiment voyageurs en 2018
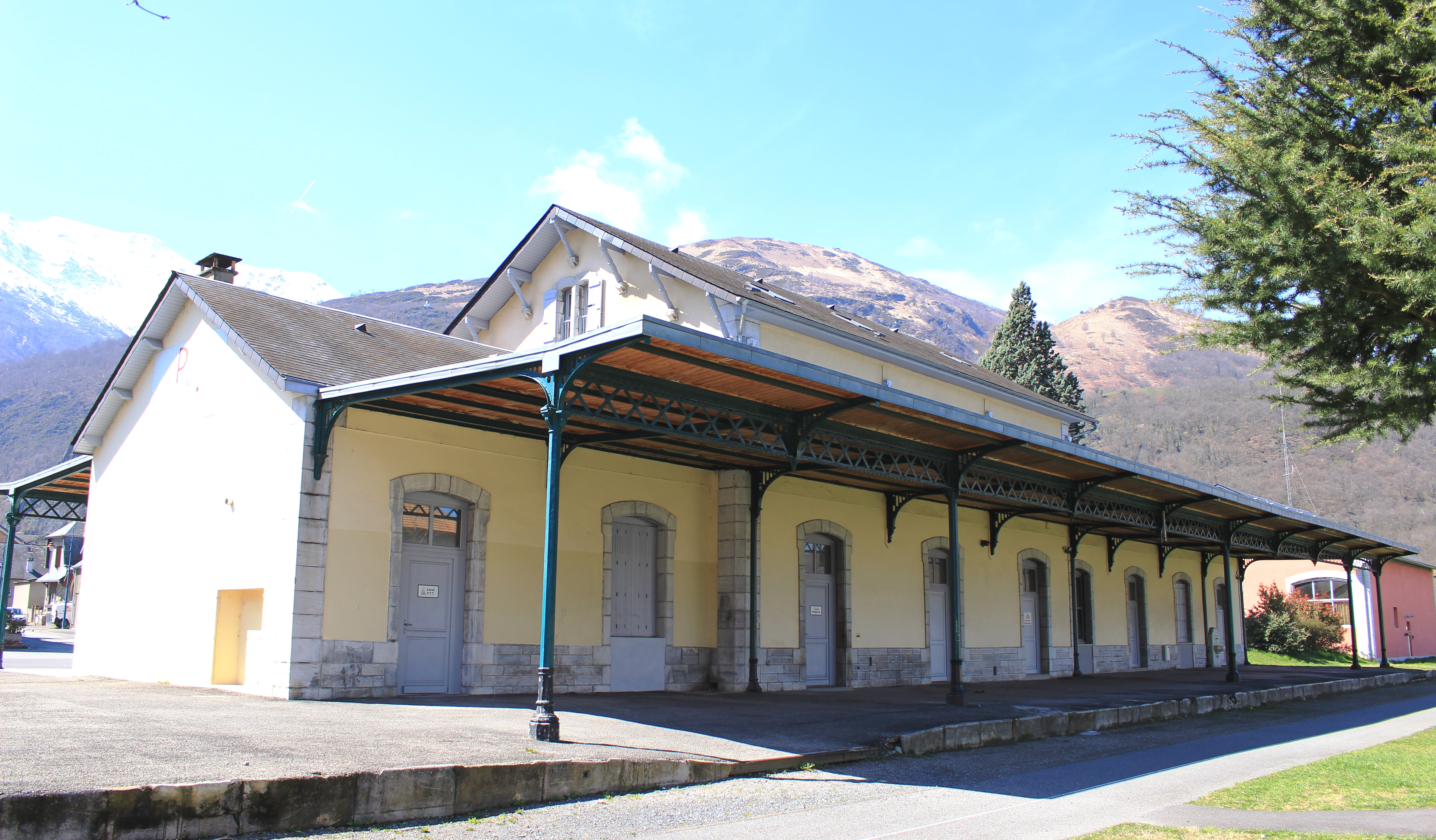
Côté quais.
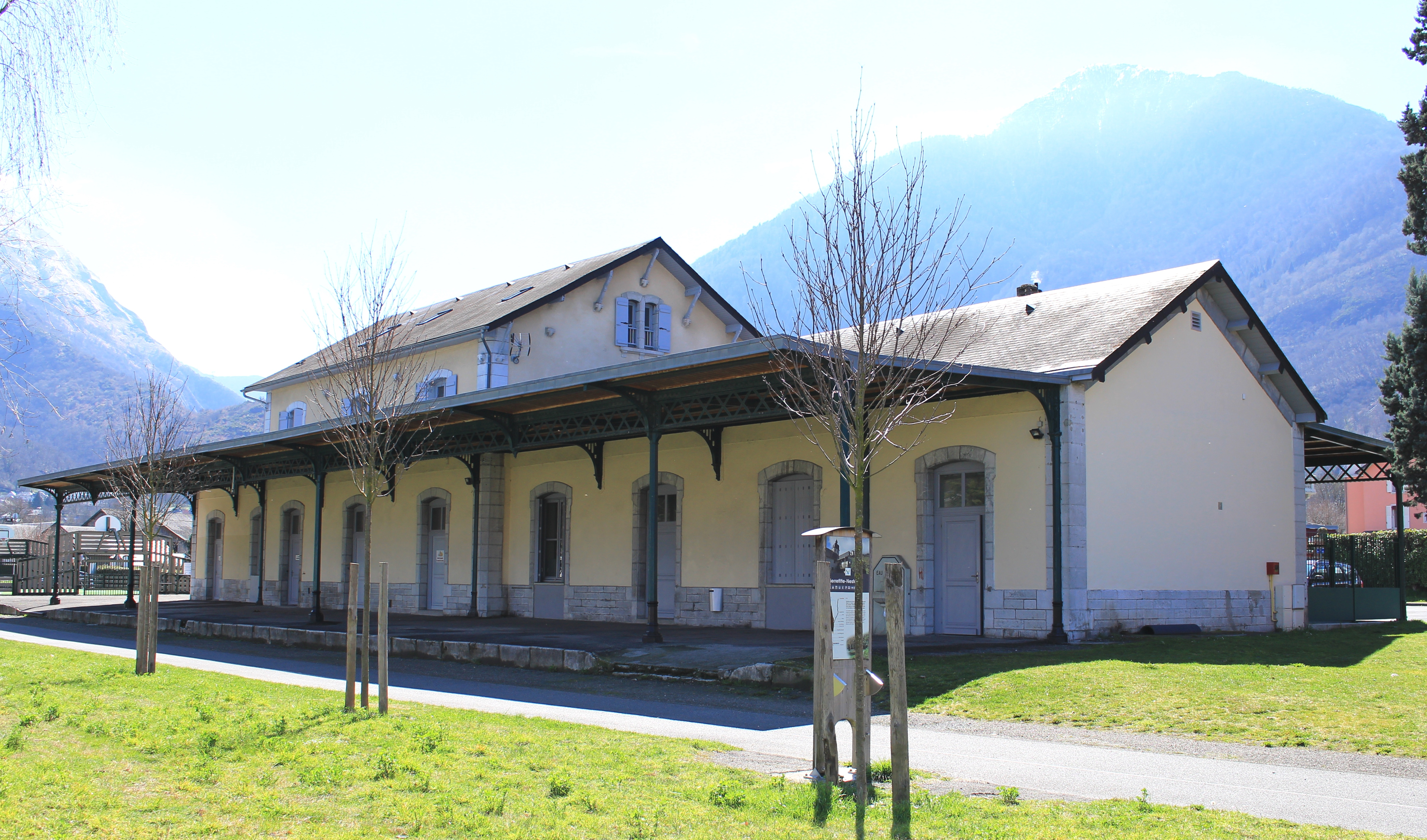
Côté quais.

## État actuel
Actuellement c'est la gare d’arrivée de la voie verte des Gaves, et qui permet l’accès au départ de la voie verte Pierrefitte-Nestalas/Cauterets.